# 霧島市立舞鶴中学校
霧島市立舞鶴中学校（きりしましりつ まいづるちゅうがっこう）は、鹿児島県霧島市国分福島三丁目にある市立の中学校である。通称「舞中（まいちゅう）」。吉屋

## 沿革
- 2000年（平成12年）12月 - 国分中が過大規模校となったことにより分離新設校として計画される。
- 2002年（平成14年）4月 - 校名を国分市立舞鶴中学校（当時）と決定[1]。
- 2002年（平成14年）10月 - 校章・校訓決定。
- 2003年（平成15年）1月 - 校歌決定。
- 2003年（平成15年）4月 - 国分市立舞鶴中学校として開校[1]。
- 2005年（平成17年）11月7日 - 市町村合併により国分市などが新設合併し霧島市が設置されたのに伴い霧島市立舞鶴中学校に改称。

## 校訓
- 志学（知）勉学を好み，真理を愛する若人であれ
- 奉仕（徳）世に尽くし，心をはぐくむ若人であれ
- 練磨（体）心身を鍛え，気力あふれる若人であれ

## 部活動
| - 野球 - サッカー - 男子ハンドボール - 女子ハンドボール - 陸上 - 水泳 | - 女子ソフトテニス - 卓球 - 女子バレーボール - 男子バスケットボール - 女子バスケットボール - 剣道 | - 柔道 - 吹奏楽 - 美術 - 科学 |

## 校則
- 中学校では珍しく、男子は夏服のシャツ出しが認められている。（制服を作ったデザイナーがそのようなデザインにしたため。）

## 通学区域
舞鶴中学校の通学区域は以下の区域が指定されている。
- 国分小学校校区：全域
- 向花小学校校区：全域
- 天降川小学校校区：一部　（天降川小校区は、隼人中・国分南中・舞鶴中に分かれている。）
- 上小川小学校校区：全域
- 国分西小学校校区：一部　（国分西小校区は、国分南中・舞鶴中に分かれている。）

## 関係者

### 卒業生
- 竪山将 - 柔道選手。
- 青柳麗美 - 柔道選手。
- 橘田健人 - サッカー選手。